# Institut de Biomedicina de València
L'Institut de Biomedicina de València (IBV) és un centre que forma part del Consell Superior d'Investigacions Científiques (CSIC) dedicat a la investigació biomèdica en la Comunitat Valenciana. Inaugurat a finals del 1998, està ubicat a l'antiga seu de l'Institut d'Agroquímica i Tecnologia dels Aliments (IATA). Desenvolupa una activitat fonamental en les àrees de genètica aplicada, patologia cardiovascular, estudis metabòlics-nutricionals i endocrinologia en àrees com la diabetis.